# Lófalu
Lófalu (szlovákul: Kobyly) község Szlovákiában, az Eperjesi kerület Bártfai járásában.

## Fekvése
Bártfától 10 km-re délre fekszik.

## Története
Területe ősidők óta lakott, határában 4000 éves kerámia leleteket találtak.
A falut 1277-ben IV. László király oklevelében említik először. Királyi birtok, majd 1319-ben Károly Róbert király Perényi Miklósnak adja. A falu neve az évszázadok során többször változott, nevét a szlovákok Kobula, Kobila, a magyarok „Kabalafeulde”, „Lofalva”, „Kabalafalva”, a németek Koberdorf alakban használták. 1443-ban „Loffawla aliter Kobyldorff” néven szerepel. A 15. század első felében a Ján Giskra vezette husziták foglalták el. 1600-ban 26 ház volt a faluban, 1787-ben 62 házban 498 lakossal rendelkezett.
A 18. század végén Vályi András így ír róla: „LÓFALVA. Lobula. Tót falu Sáros Várm. földes Urai több Uraságok, lakosai katolikusok, fekszik Bártfáhóz fél mértföldnyire, határja őszi gabonát is terem, réttye kétszer kaszáltatik, erdeje, legelője van.”
1828-ban 80 házban 604 lakosa volt.
Fényes Elek 1851-ben kiadott geográfiai szótárában így ír a faluról: „Lófalu (Kobule), tót falu, Sáros vmegyében, Bártfához délre 1 mfld. 549 kath., 22 evang., 19 zsidó lak. Kath. paroch. templom. Határa meglehetős; erdeje van. F. u. gr. Klobusiczky.”
A trianoni diktátum előtt Sáros vármegye Bártfai járásához tartozott.

## Népessége
| Év:            | 1994. | 2004.    | 2014.   | 2024.   |
| -------------- | ----- | -------- | ------- | ------- |
| Emberek száma: | 766   | 845      | 867     | 903     |
| Eltérés:       |       | +10,31 % | +2,60 % | +4,15 % |

| Év:            | 2023. | 2024.   |
| -------------- | ----- | ------- |
| Emberek száma: | 884   | 903     |
| Eltérés:       |       | +2,14 % |

1910-ben 535, túlnyomórészt szlovák lakosa volt.
2001-ben 816 lakosából 813 szlovák volt.
2011-ben 858 lakosából 845 szlovák.

## Nevezetességei
- Szűz Mária tiszteletére szentelt római katolikus temploma.